# Bolsolão do MEC
O bolsolão do MEC é um termo usado para se referir a um esquema de corrupção ocorrido no Ministério da Educação do Brasil (MEC) durante o governo de Jair Bolsonaro no ano de 2022.
A nomenclatura "Bolsolão do MEC" foi dada por veículos de imprensa na qual há uma alusão ao escândalo de corrupção anterior do "mensalão" ocorrido no governo Lula em junção ao sobrenome de Jair Bolsonaro, que constantemente afirma que "em seu governo não havia corrupção".
No dia 21 de março de 2022, o jornal Folha de S.Paulo divulgou um áudio do ministro Milton Ribeiro, onde ele afirma priorizar, em repasse de verbas do MEC, prefeituras cujos pedidos de liberação foram negociados por dois pastores que não possuem cargo no governo, o que seria feito a pedido do presidente Jair Bolsonaro. Após a divulgação do áudio outros dez prefeitos denunciaram esquemas de corrupção envolvendo o ministério. Posteriormente, Milton Ribeiro foi exonerado por pedido próprio.

## Cronologia

### Antecedentes
Com a posse do presidente da república no ano de 2019, o primeiro ministro da educação à ser nomeado para o cargo foi o filósofo Ricardo Vélez Rodríguez, que permaneceu no cargo do dia 1 de janeiro de 2019 até o dia 8 de abril de 2019. Sua passagem não foi muito marcante, tirando por duas declarações polêmicas do mesmo. Em fevereiro de 2019 o então ministro requisitou às escolas de todo o Brasil que gravem os alunos cantando o Hino Nacional e que fosse lida uma carta com o slogan eleitoral de Bolsonaro. Após diversas criticas, o ministério reconheceu o erro e desistiu da ideia proposta por Vélez. Algum tempo depois no dia 3 de abril de 2019, Vélez afirmou que os livros didáticos de História deveriam passar por uma "revisão" para que as crianças "possam ter a ideia verídica, real, do que foi a sua história" e citou como exemplo o golpe de 1964. Uma "falta de expertise e gestão" levou a sua demissão no dia 8 de abril de 2019.
Após a saída de Vélez, no dia 9 de abril de 2019, o economista Abraham Weintraub foi nomeado para a pasta. Sua passagem pelo ministério foi considerada polémica e acarretou em diversas consequências à educação do país. A primeira ação questionável realizada pelo ministro foram os  cortes de 30% no orçamento de faculdades públicas federais por suposta "balbúrdia" de estudantes. Em meio de um impasse diplomático com a França sobre os incendios florestais na amazônia em 2019, Weintraub utilizou-se do seu cargo para atacar publicamente o presidente francês Emmanuel Macron, ele afirmou que os franceses elegeram um presidente "sem caráter" e que Macron era "apenas um calhorda oportunista buscando apoio do lobby agrícola francês." Em julho de 2019, Weintraub envolveu-se em uma discussão com manifestantes em Alter do Chão no Pará. Os manifestantes protestavam contra os cortes nas universidades federais. Weintraub tentou se defender, mas foi convencido a deixar o local após ser vaiado pelos presentes. Em um ofício enviado ao ministério da economia em agosto de 2019, Weintraub utilizou em duas ocasiões os termos "paralização" e "suspenção", que não existem em Português. Após a repercussão negativa, ele afirmou que "erros acontecem". Entretanto, em maio de 2019, ele já havia trocado o nome do escritor Franz Kafka por "Kafta". Em junho, tentando se referir aos "asseclas" do PT, escreveu "acepipes". Em Janeiro de 2020, ao responder no Twitter uma nota do então deputado Eduardo Bolsonaro, utilizou a palavra "imprecionante", apagando a mensagem depois, mas não evitou mais uma vez a repercussão negativa de sua grafia. Em uma entrevista em novembro de 2019 Weintraub acusou de forma genérica as universidades federais brasileiras. Comparando as universidades com madraças, ele afirmou que nessas instituições haveria plantações de substâncias ilícitas como a maconha e também a produção de metanfetaminas nos laboratórios de química. Em um vídeo de uma reunião presidencial, Weintraub declarou que odeia a expressão povos indígenas, declarou também que a sociedade não deveria reconhecer estes povos.
Em meio a uma investigação da Polícia Federal do Brasil, e numa possível fuga das responsabilidades com a justiça em 18 de junho de 2020, Weintraub anunciou sua saída do Ministério da Educação em um vídeo com o presidente Bolsonaro em suas redes sociais. Em 20 de junho de 2020 foi publicada sua exoneração do cargo de Ministro da Educação. O cargo ficou vago até o dia 16 de julho de 2020 quando o pastor Milton Ribeiro foi anunciado para o cargo.

#### Milton Ribeiro
No dia 16 de julho de 2020 o pastor Milton Ribeiro foi anunciado para o ministério pelo presidente Jair Bolsonaro. Já em uma instabilidade deixada por seus antecessores, sua passagem até o escândalo passou por algumas polémicas. Em dezembro de 2020, Milton alegou que a prova do ENEM (Exame Nacional do Ensino Médio) de janeiro de 2021 não poderia ser usado para concorrer a uma vaga no SISU (Sistema de Seleção Unificada) do primeiro semestre de 2021, e informou que as inscrições para o SISU seriam feitas com notas do exame de anos anteriores. Dessa forma, o ENEM não servirá para o SISU e nem para selecionar as vagas do PROUNI (Programa Universidade para Todos) e do FIES (Financiamento Estudantil). A decisão foi repudiada por organizações estudantis nacionais como a União Nacional dos Estudantes e a União Brasileira dos Estudantes Secundaristas. Durante o ENEM da mesma edição houve acusações de interferência estatal na elaboração das provas, estas eram sustentadas pelo fato de ex-funcionários após uma demissão em massa relatarem a entrada de sujeitos suspeitos nas salas seguras durante a elaboração das provas.
Em setembro de 2020, em entrevista ao jornal O Estado de S. Paulo, o ministro Milton Ribeiro relacionou a homossexualidade a "famílias desajustadas", tendo afirmado: "Acho que o adolescente, que muitas vezes, opta por andar no caminho do homossexualismo, tem um contexto familiar muito próximo, basta fazer uma pesquisa. São famílias desajustadas, algumas. Falta atenção do pai, falta atenção da mãe". Em maio de 2021, a Justiça Federal condenou a União ao pagamento de indenização por danos morais coletivos no valor de R$ 200 mil por conta das declarações. A juíza federal Denise Aparecida Avelar, da 6ª Vara Cível Federal de São Paulo, considerou que as falas do ministro são posturas que "tendem a desestabilizar a paz social e correm à contramão da evolução política e jurídica referente às conquistas sociais dos últimos anos, implicando em violação direta às garantias constitucionais da igualdade e da dignidade da pessoa humana". Em janeiro de 2022, após investigação, a Procuradoria-Geral da República apresentou denúncia contra Ribeiro pela prática do crime de homofobia.

### Escândalo

#### Divulgação do áudio
No dia 21 de março de 2022, o jornal Folha de S.Paulo divulgou um áudio de Ribeiro, no qual o ministro afirma priorizar, em repasse de verbas do Ministério da Educação, prefeituras cujos pedidos de liberação foram negociados por dois pastores que não possuem cargo no governo, o que seria feito a pedido do presidente Jair Bolsonaro.
| “                                                         | A minha prioridade é atender primeiro os municípios que mais precisam e, segundo, atender a todos os que são amigos do pastor Gilmar (...) foi um pedido especial que o presidente da República fez para mim sobre a questão do Gilmar. | ” |
| — Milton Ribeiro em áudio divulgado pela Folha de S.Paulo | |   |

Estas negociações importavam principalmente aos pastores Gilmar Silva dos Santos, presidente da Convenção Nacional de Igrejas e Ministros das Assembleias de Deus no Brasil (CGADB), e Arilton Moura, assessor de Assuntos Políticos da CGADB. Os mesmos não possuiam cargos políticos porém eram presentes nas agendas do ministério.

#### Denúncias de prefeitos
Após a divulgação do áudio outros dez prefeitos denunciaram esquemas de corrupção envolvendo o ministério. Os dez chefes do executivo municipal, no geral de municípios pequenos, afirmaram terem participado de reuniões em Brasília onde o ministro havia mantido uma conduta similar em todas, assim contrapondo o afirmado pelo ministro.
Os prefeitos Gilberto Braga (PSDB) da cidade de Luis Domingues no Maranhão, Kelton Pinheiro (Cidadania) da cidade Bonfinópolis no Goías e José Manoel de Souza (PP) da cidade de Boa Esperança do Sul em São Paulo confirmaram terem recebido propostas de propina do ministro.
Já os prefeitos Nilson Caffer (PTB) da cidade de Guarani D’Oeste em São Paulo, Adelícia Moura (PSC) da cidade de Israelândia no Goías, Laerte Dourado (PP) da cidade de Jaupaci em Goías, Dr. Henri Hajime (PSDB) da cidade de Jandira em São Paulo, Fabiano da Silva (MDB) da cidade de Ijaci em Minas Gerais, André Kozan (Patriota) da cidade de Dracena em São Paulo e Edmario de Castro Barbosa (Cidadania) da cidade de Ceres em Goiás foram acusados de ter algum tipo de envolvimento no esquema.

##### Gilberto Braga
Gilberto Braga, do município de Luís Domingues (no Maranhão), denunciou através de um áudio:
| “                                                       | Ele disse que tinha que botar (…) Ver a nossa, a nossa demanda, né. Tinha que dar R$ 15.000 para ele só protocolar. E na hora que o dinheiro já estivesse empenhado, era pra dar um tanto x. Para mim, como a minha região é área de mineração, ele pediu 1 quilo de ouro... | ” |
| — Gilberto Braga (PSDB), do município de Luís Domingues | |   |

Após sua fala, por ser o primeiro a acusar publicamente o esquema, o prefeito afirmou temer por sua integridade física. O prefeito afirmou que está sob constante tensão. “Não sabemos quem são essas pessoas”, afirmou ele.

##### Kelton Pinheiro
Kelton Pinheiro, do município de Bonfinópolis (no Goiás), denunciou:
| “                                                           | Ele pediu para eu comprar mil bíblias do pastor Gilmar para ajudar na construção da igreja. Perguntei qual era o valor das bíblias, elas custavam R$ 50. E eu disse que não tinha condições de dar esse tipo de oferta para a igreja, porque era um valor alto e a prefeitura não poderia fazer esse tipo de compra (...) O ministro estava apresentando a equipe técnica dele para aproximar os municípios diretamente à equipe do ministério, para que não fosse necessário a intervenção de lobistas e atravessadores | ” |
| — Kelton Pinheiro (Cidadania), do município de Bonfinópolis | |   |

##### José Manoel de Souza
José Manoel de Souza, do município de Boa Esperança do Sul (em São Paulo), denunciou o esquema em uma entrevista para SBT.
| “                                                                 | Ele [Arilton] falou: 'prefeito, você sabe como as coisas funcionam, não dá pra ajudar todas as cidades, mas eu posso ajudar seu município'. Perguntei como e ele [Arilton] disse que era com uma escola profissionalizante. Respondi que isso não era uma necessidade do município e ele disse: ‘olha prefeito, eu consigo fazer um papel, um ofício agora, te libero a escola, mas em contrapartida você precisa depositar R$ 40 mil na conta da igreja evangélica'. Eu levantei, bati no ombro dele e falei ‘muito obrigado, pastor. Pra mim, dessa forma, não serve!' | ” |
| — José Manoel de Souza (PP), do município de Boa Esperança do Sul | |   |

## Investigações
Após denúncias realizadas através de registros de áudio, fotografias e relatos; alguns órgãos iniciaram investigações sobre o assunto. No dia 24 de março de 2022, a ministra Cármen Lúcia, do Supremo Tribunal Federal (STF), decidiu abrir inquérito criminal contra o ministro da educação. A Procuradoria-Geral da República (PGR) recebeu um prazo de 15 dias para informar se também investigará o presidente Jair Bolsonaro.
O deputado Professor Israel (PV-DF) protocolou no dia 22 de março de 2022 um pedido de abertura de CPMI (Comissão Parlamentar Mista de Inquérito) para investigar “crimes comuns, crimes de responsabilidade e atos de improbidade administrativa na liberação de verbas públicas da educação pública”. A decisão foi apoiada por alguns colegas.
Em 26 de abril, a Folha de S.Paulo publicou dados obtidos pela Lei de Acesso à Informação onde os pastores Arilton Moura e Gilmar Santos foram 127 vezes ao Ministério da Educação e o FNDE durante o governo de Jair Bolsonaro, mas apenas 34 desses encontros foram registrados oficialmente na agenda do MEC. Em outubro de 2022, a ministra Cármen Lúcia (STF) determinou que a Polícia Federal deve se manifestar sobre o modo como irá investigar a participação do presidente Jair Bolsonaro no caso .
Em 16 de junho de 2022, o governo Jair Bolsonaro defendeu que o Supremo Tribunal Federal arquive a ação que questiona a imposição, pela Presidência da República, de sigilo de 100 anos para informações sobre visitas ao Palácio do Planalto, o que dificulta a investigação, pois oculta as visitas feitas pelos pastores ao ministério.
Ainda em junho o ex-ministro Ribeiro foi preso preventivamente, sendo acusado de corrupção passiva, prevaricação, advocacia administrativa e tráfico de influência.
Em novembro, a ministra Cármen Lúcia, do STF, decidiu arquivar os pedidos de investigação contra o presidente Jair Bolsonaro relacionados às acusações de corrupção no Ministério da Educação. Ela justificou sua decisão afirmando que já existe um inquérito em andamento sobre o assunto no STF e determinou que os autos dos pedidos sejam compartilhados com essa investigação em curso.